# Kurrajong
Kurrajong – miasto w Australii, w stanie Nowa Południowa Walia.